# Causal (signal)
Pour les articles homonymes, voir Causal.
En traitement numérique du signal, un signal causal est défini par {\displaystyle s(t)=0} pour {\displaystyle t<0}. Autrement dit, un signal est dit causal si ce signal est nul quand {\displaystyle t<0}. Par opposition, un signal non causal est défini et non nul pour au moins une valeur {\displaystyle t<0}.
Ce type de signal est aussi la réponse impulsionnelle d'un système causal. Un tel système possède, à l'instant {\displaystyle t}, un signal de sortie qui ne dépend que des valeurs précédentes (et éventuellement courante, selon les définitions) du signal d'entrée mais pas des valeurs futures prises par ce signal. On a donc la sortie du système {\displaystyle y(t_{0})} qui dépend uniquement de l'entrée {\textstyle u(t)} pour {\textstyle t\leq t_{0}}. 
Cette définition s'applique aussi bien à un système discret qu'à un système continu. Par exemple, le système {\textstyle y(n)=u(n+1)}, où {\textstyle u} désigne l’entrée et {\textstyle y} la sortie, n'est pas causal car la valeur du signal de sortie à l'instant {\displaystyle n} (où {\displaystyle n} désigne des instants discrets à intervalle régulier) dépend de la valeur du signal d'entrée à un instant ultérieur ({\textstyle n+1}).